# Nowe Bielice, West Pomeranian Voivodeship
Bielice Nowe [ˈnɔvɛ bjɛˈlit͡sɛ] (tiếng Đức: Neu Belz)  là một ngôi làng thuộc khu hành chính của Gmina Biesiekierz, thuộc quận Koszalin, West Pomeranian Voivodeship, ở phía tây bắc Ba Lan. Nó nằm khoảng 6 kilômét (4 mi) về phía đông bắc Biesiekierz, 6 km (4 mi) phía tây nam Koszalin và 130 km (81 mi) về phía đông bắc của thủ đô khu vực Szczecin.
Trước năm 1945, khu vực này là một phần của Đức. Đối với lịch sử của khu vực, xem Lịch sử của Pomerania.
Ngôi làng có dân số là 390 người.